# Isabelle Vandemaele
Isabelle Rita Martha Vandemaele (Oostende, 26 maart 1969) is een Belgische actrice, schrijfster, dichter en woordkunstenares. Ze presenteert shows, luistert vernissages op, brengt verteltheater, en schrijft toegankelijke gedichten en monologen. Isabelle is het meest gekend voor haar volkse monologen "L-Vis” (over het leven van een vissersvrouw), "VéloDroom” (over coureurs en cafés) en “Ave Maria” (een komisch en modern kerstverhaal). Haar nieuwste theaterstuk “De oestereetster vertelt” (over de krachtige vrouwen rond James Ensor) is een faction story.
Isabelle schrijft altijd vanuit het vrouwelijk oogpunt en draagt de West-Vlaamse taal hoog in haar vaandel. Haar voorstellingen zijn doorspekt met een gezonde dosis humor, met af en toe ook een traantje. Kortom: het leven zoals het is ...
Haar leuze is dan ook: Zot zien doe gin zèèr

## Prijzen
- Marnixring Talent aan Zee (2007)
- Prijs Culturele Raad Bredene (2021)

## Boeken
- 2023: "De Oestereetster vertelt" - over de krachtige vrouwen rond James Ensor (NL)
- 2024: "La Mangeuse d'huîtres raconte" - les femmes qui ont entouré James Ensor (FR)